# 玉櫻八郎
玉櫻 八郎（たまざくら はちろう、1920年1月19日 - 1999年5月24日）は、熊本県熊本市中央区水道町出身で二所ノ関部屋に所属した大相撲力士。本名は阿部 八郎（あべ はちろう）→鎌田 八郎（かまた -）、最高位は東前頭20枚目（1948年5月場所）。現役時代の体格は174cm、86kg。得意手は左四つ、寄り、足癖。

## 来歴・人物
15歳の時に二所ノ関部屋へ入門し、1936年1月場所で初土俵。
序ノ口に付いた時より「玉櫻」を名乗り、廃業までこの四股名で通した。
体重90kgに満たない小兵で、腕力もあまり強くなかったが、闘志溢れる相撲を取った。前捌きも巧かった。
2年間の兵役などもあって出世はやや遅れ、新入幕を果たしたのは1948年5月場所、28歳となっていた。
だが幕内では苦戦し、4勝7敗と大きく負け越して、1場所で十両へ逆戻り。結局、幕内はこの1場所しか務まらなかった。
翌10月場所も不甲斐ない成績に終わり、同場所終了後、廃業。
その後は東京都墨田区内の料亭に勤めたが、1960年より日本通運の社員となり、定年まで同社に在籍したという。
1999年5月24日、病のため79歳で逝去。

## 主な戦績
- 通算成績：93勝80敗11休 勝率.538
- 幕内成績：4勝7敗 勝率.364
- 現役在位：23場所（※番付外1場所を含む）
- 幕内在位：1場所

### 場所別成績
| 1936年 （昭和11年） | （前相撲）           | 西序ノ口13枚目 5–1 | x                      |
| 1937年 （昭和12年） | 西序二段15枚目 2–0–4 | 西三段目30枚目 4–3 | x                      |
| 1938年 （昭和13年） | 西三段目7枚目 4–3    | 西幕下33枚目 5–2   | x                      |
| 1939年 （昭和14年） | 西幕下12枚目 0–0–7   | 東幕下34枚目 3–5   | x                      |
| 1940年 （昭和15年） | 西幕下39枚目 4–4     | 東幕下26枚目 6–2   | x                      |
| 1941年 （昭和16年） | 西幕下4枚目 3–5      | 西幕下11枚目 5–3   | x                      |
| 1942年 （昭和17年） | 東幕下5枚目 – 応召   | 東幕下5枚目 6–2    | x                      |
| 1943年 （昭和18年） | 東十両11枚目 7–8     | 東十両14枚目 9–6   | x                      |
| 1944年 （昭和19年） | 西十両7枚目 – 応召   | x                  | 西十両7枚目 – 応召     |
| 1945年 （昭和20年） | x                    | x                  | 西十両 4–6             |
| 1946年 （昭和21年） | x                    | x                  | 東十両9枚目 7–6        |
| 1947年 （昭和22年） | x                    | 東十両5枚目 6–4    | 東十両筆頭 6–5         |
| 1948年 （昭和23年） | x                    | 東前頭20枚目 4–7   | 東十両2枚目 引退 3–8–0 |
| 各欄の数字は、「勝ち-負け-休場」を示す。 優勝 引退 休場 十両 幕下 三賞：敢=敢闘賞、殊=殊勲賞、技=技能賞 その他：★=金星 番付階級：幕内 - 十両 - 幕下 - 三段目 - 序二段 - 序ノ口 幕内序列：横綱 - 大関 - 関脇 - 小結 - 前頭（「#数字」は各位内の序列） |                      |                    |                        |

### 幕内対戦成績
| 力士名 | 勝数 | 負数 | 力士名 | 勝数 | 負数 | 力士名 | 勝数 | 負数 | 力士名       | 勝数 | 負数 |
| ------ | ---- | ---- | ------ | ---- | ---- | ------ | ---- | ---- | ------------ | ---- | ---- |
| 明瀬川 | 0    | 1    | 大熊   | 0    | 1    | 大蛇潟 | 0    | 1    | 大起(穂波山) | 0    | 1    |
| 九州錦 | 0    | 1    | 信州山 | 0    | 1    | 柏農山 | 1    | 0    | 藤田山       | 1    | 0    |
| 緑國   | 0    | 1    | 三濱洋 | 1    | 0    |        |      |      |              |      |      |

※1942年春場所、1944年の春、夏、秋場所、1945年の夏場所の計5場所は、応召のために出場していない。復帰した1945年秋場所の番付は帰還別格扱いとなり西十両の番付外で出場した。